# Pataxó

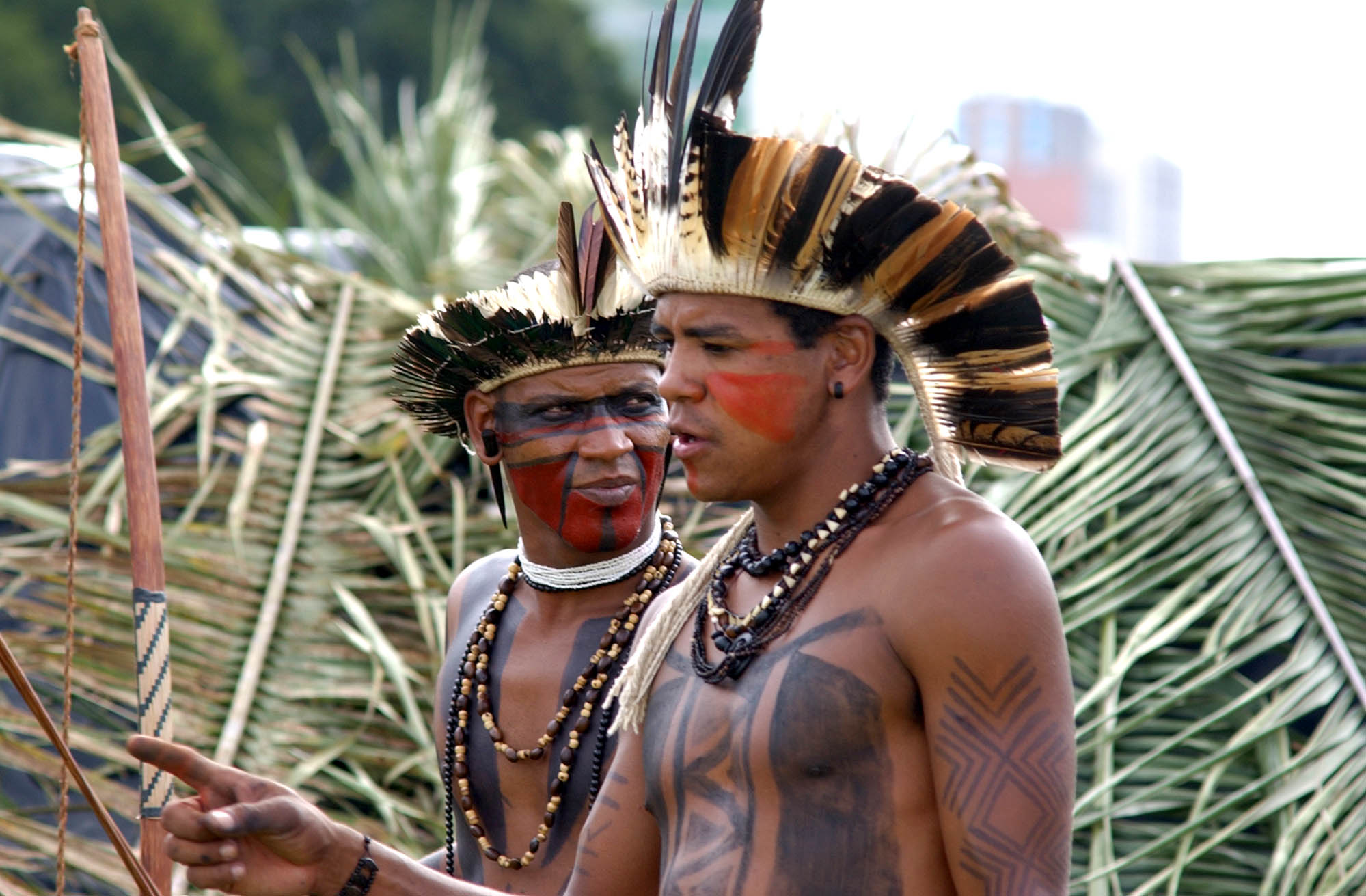
Zwei Pataxó-Indianer bei einer Demonstration in Brasília, 2006
(Foto: Valter Campanato/ABr.)

Die Pataxó, auch Patashó, Patachó, sind ein indigenes Volk in Brasilien. Sie waren die ersten „Indianer“, die Kontakt mit den portugiesischen Eroberern hatten. Heute lebt ein großer Teil der Pataxó im Indianerreservat, amtlich portugiesisch Terra Indígena Barra Velha do Monte Pascoal, des Nationalparks Monte Pascoal in der Nähe von Porto Seguro im Bundesstaat Bahia.

## Verbreitung
Insgesamt bestehen 36 Walddörfer (aldeias) in sieben Reservaten im südlichsten Teil von Bahia, sowie weitere sieben Gemeinschaften im nördlichen Teil von Minas Gerais. Die Anzahl wurde 2010 durch das brasilianische Statistikinstitut IBGE mit 13.588 Volksangehörigen angegeben, die der Pataxó Hã-Hã-Hãe im gleichen Jahr durch die FUNASA mit 2375.
Sie leben von der Landwirtschaft sowie vom Verkauf ihres typischen Schmucks (Federschmuck).

## Sprache
Die Sprache der Pataxó (Pataxó Hã-Hã-Hãe) gehört zu den Macro-Ge-Sprachen, wurde 1938 noch von einigen Stammesmitgliedern gesprochen und ist inzwischen aber weitgehend verloren gegangen. Das IBGE gab 2012 die Zahl der Sprecher mit 836 an, 2010 mit 772 zwischen 5 und 50 Jahren. Curt Nimuendajú, der den Stamm 1938 besucht hatte, konstatierte auch eine Sprachverwandtschaft mit den Maxakalí. Heute ist die Muttersprache sämtlicher Pataxó Portugiesisch.
Pataxó ist ein Endonym.